# 1843
Évszázadok: 18. század – 19. század – 20. század
Évtizedek: 1790-es évek – 1800-as évek – 1810-es évek – 1820-as évek – 1830-as évek – 1840-es évek – 1850-es évek – 1860-as évek – 1870-es évek – 1880-as évek – 1890-es évek
Évek: 1838 – 1839 – 1840 – 1841 –  1842 – 1843 – 1844 – 1845 – 1846 – 1847 – 1848

## Események

### Határozott dátumú események
- január 23. – Jakob Christof Rad császári privilégiumot kap a gépi előállítású kockacukorra.[1]
- március 19. – Széchenyi István rendezi az első magyarországi evezősversenyt a tulajdonában lévő hajókkal. (A résztvevők a Lánchíd építésén dolgozó angol és magyar munkások, valamint olasz utászkatonák voltak. A győztes a 'Béla' nevű hajóban evező négy magyar munkás lett, kormányosuk a Lánchíd tervezője, Clark Ádám volt.)[2]
- március 25. – Átadják a közönségnek Londonban a Temze-alagutat.[3]
- május 10. – Egressy Béni pályaművének, a Szózat megzenésítésének bemutatója.[4]
- július 23. – Ramón María Narváez tábornok államcsínye elűzi a spanyol régenst, Baldomero Esparterót.[5]
- november 8. – A cortes nagykorúvá nyilvánítja II. Izabella spanyol királynőt.[6]

### Határozatlan dátumú események
- Ludwig von Welden báró Tirol-Vorarlbergben folytat hadjáratot.

## Születések
- január 7. – Koch Antal geológus, petrográfus, mineralógus, paleontológus, az MTA tagja († 1927)
- január 11. – Wéber Ede svájci-magyar pedagógus, szőlész, nemzetgazdász († 1935)
- április 4. – Richter János (Hans Richter) karmester († 1916)
- április 21. – Schulek Vilmos orvos, szemész, az MTA tagja († 1905)
- május 21. – Louis Renault francia jogász († 1918)
- június 8. – Széll Kálmán politikus, miniszterelnök († 1915)
- június 9. – Bertha von Suttner bárónő, osztrák író, újságíró és békeaktivista († 1914)
- július 16. – Fodor József, higiénikus orvos, akadémikus († 1901)
- augusztus 15. – Charles Immanuel Forsyth Major, svájci zoológus és paleontológus († 1923)
- október 28. – báró Bánffy Dezső politikus, miniszterelnök († 1911)
- november 19. – Ortvay Tivadar történész, régész, földrajztudós, az MTA tagja († 1916)
- november 30. – Kiss József költő, „A Hét” folyóirat főszerkesztője († 1921)
- december 20. – Dömötör János királyi tanfelügyelő, a Kisfaludy Társaság tagja, költő († 1877)

## Halálozások
- január 23. – Friedrich de la Motte Fouqué, német romantikus író (* 1777)
- március 13. – Cservenicz Antal, premontrei rendi kanonok, költő (* 1792)
- április 14. – Josef Lanner osztrák zeneszerző, hegedűművész, karmester (* 1801)
- május 2. – Dessewffy József, országgyűlési követ, több megye táblabírája, a Magyar Tudományos Akadémia igazgatósági és tiszteleti tagja (* 1771)
- május 12. – Szilágyi József, nemes származású magyar színész (* 1813)
- szeptember 25. – Bartosságh József, nyugalmazott jószágigazgató (* 1782)
- december 12. – I. Vilmos holland király (* 1772)